# Lonchitis currorii
Lonchitis currorii là một loài thực vật có mạch trong họ Dennstaedtiaceae. Loài này được (Hook.) Mett. ex Kuhn miêu tả khoa học đầu tiên năm 1879.